# Pratt & Whitney R-1340
Le Pratt & Whitney R-1340 Wasp est un moteur à explosion largement utilisé dans l'aviation américaine à partir des années 1920. Il est le premier moteur développé et produit par Pratt & Whitney, et le premier de la célèbre série de Wasp. C’est un moteur à une rangée de neuf cylindres en étoile refroidis par air et d'une cylindrée totale de 22 litres (1 344 pouces cubes). Un total de 34 966 moteurs a été produit.

## Origine
Très vite dans l'histoire de l'aviation, deux grandes catégories de moteurs se sont retrouvées en compétition. D'un côté les moteurs à refroidissement par air, qui sont disposés en étoile pour que chaque piston soit exposé à un flux d'air permettant son refroidissement, de l'autre, les moteurs refroidis par eau, qui ont généralement une disposition en ligne, en V ou à plat. Il a cependant existé un petit nombre de moteurs en étoile refroidis par eau, notamment le Salmson 9Z (en) français et ses dérivés.
Le choix entre un moteur refroidi par air ou par eau n'a rien d'évident, chacun ayant ses avantages :
- Un moteur en V ou en Ligne (rendu possible par le refroidissement par eau) a une section plus petite qu'un moteur radial équivalent, ce qui se traduit par moins de traînée. Dans le cas d'un chasseur monomoteur, c'est aussi un avantage en termes de visibilité pour le pilote[5].
- Un moteur refroidi par air est sensiblement plus léger à puissance équivalente.
- Un moteur radial à refroidissement par air a une bonne résistance aux dommages en combat : des impacts de balles pourront provoquer la perte d'un ou plusieurs cylindres, mais le moteur continuera à tourner. Un moteur à refroidissement liquide est perdu au premier impact, le liquide de refroidissement s'échappant.
- Un moteur à refroidissement liquide peut supporter le régime maximal pendant plus longtemps sans risque de surchauffe.
- Un moteur à refroidissement par air est plus fiable, et plus facile à entretenir.

On retrouvera d'ailleurs, que ce soit sur les chasseurs ou les bombardiers, les deux types de moteurs pendant la Seconde Guerre mondiale.
En 1921, l'US Navy, qui met au point son premier porte-avion, l'USS Langley, fait savoir qu'elle n'achètera comme avions embarqués que des appareils pourvus de moteurs radiaux à refroidissement par air. La fiabilité des moteurs est capitale pour la Navy, dont les pilotes sont amenés à survoler l'océan, et la simplicité d'entretien est importante à bord d'un porte-avion.
La Navy trouve le moteur qu'elle cherchait avec le Lawrence J-1, un radial neuf cylindres qui préfigure à plusieurs égards le Wasp. Le moteur se fait vite remarquer par sa fiabilité, mais Lawrence, petite entreprise, n'est pas en mesure de le produire en nombre suffisant pour les besoins des militaires. Wright Aeronautical rachète la société Lawrence en 1923 et développe le J-1 qui devient le Wright Whirlwind. C'est un Whirlwind qui, en 1927, équipe le Spirit of St. Louis
Frederick Rentschler, président de Wright Aeronautical, propose le développement d'un moteur radial de plus grosse cylindrée, qui deviendra le Wasp. Cependant, le conseil d'administration de l'entreprise refuse de financer ce projet, considérant que les moteurs refroidis par eau ont beaucoup plus d'avenir (ce qui est largement admis à l'époque). Rentschler décide alors de quitter l'entreprise qu'il avait pourtant largement contribué à créer, et s'associe avec Pratt & Whitney, entreprise spécialisée dans l'usinage de précision, pour créer la Pratt & Whitney Aircraft Company en 1925.

## Caractéristiques
Le Wasp affiche une cylindrée de 22 litres. La désignation 1340 correspond à cette valeur exprimée en pouces cubes. La puissance s'échelonne de 40 à 600 ch selon les versions, tandis que le moteur pèse 290 kg.

## Importance
Le Wasp a propulsé des avions très variés, allant d'avions de travail agricole jusqu'à des quadrimoteurs long-courier. Il est surtout à l'origine d'une vaste famille, les Wasp Series : il a en effet donné naissance au R-985 Wasp Junior à cylindrée réduite, au R-1830 et R-2000 Twin Wasp (14 cylindres en deux étoiles), au R-2800 Double Wasp (18 cylindres en deux étoiles), et au R-4360 Wasp Major (28 cylindres en quatre étoiles). Chacun de ces blocs a été décliné en de nombreuses versions et a animé une grande diversité d'avions.
Pendant la seconde guerre mondiale, la production du R-1340 et de tous les moteurs de la famille wasp est massive. Outre la production chez Pratt & Whitney, d'autres industriels produisent ces moteurs.
En 2016, du fait de l'importance de sa contribution à l'histoire de l'aviation civile comme militaire, le R-1340 a été ajouté par l’American Society of Mechanical Engineers à sa List of Historic Mechanical Engineering Landmarks. C'est le seul moteur d'avion à avoir reçu cette distinction.

## Déclinaisons
- R-1340-7 — 450 hp (336 kW), 600 hp (447 kW)
- R-1340-8 — 425 hp (317 kW)
- R-1340-9 — 450 hp (336 kW), 525 hp (391 kW)
- R-1340-16 — 550 hp (410 kW)
- R-1340-17 — 525 hp (391 kW)
- R-1340-19 — 600 hp (447 kW)
- R-1340-19F — 600 hp (447 kW)
- R-1340-21G — 550 hp (410 kW)
- R-1340-22 — 550 hp (410 kW)
- R-1340-23 — 575 hp (429 kW)
- R-1340-30 — 550 hp (410 kW)
- R-1340-31 — 550 hp (410 kW)
- R-1340-33 — 600 hp (447 kW)
- R-1340-48 — 600 hp (447 kW)
- R-1340-49 — 600 hp (447 kW)
- R-1340-AN1 — 550 hp (410 kW), 600 hp (447 kW)
- R-1340-AN2 — 550 hp (410 kW), 3:2 geared prop shaft
- R-1340-B — 450 hp (336 kW)
- R-1340-D — 500 hp (373 kW)
- R-1340-S1D1 — 525 hp (391 kW)
- R-1340-S1H1-G — 550 hp (410 kW), 600 hp (447 kW)
- R-1340-S3H1 — 600 hp (447 kW)
- R-1340-T1D1 — 520 hp (388 kW)

## Utilisation
- Hélicoptères : Agusta-Bell AB.102, Westland Whirlwind, Kaman HH-43 Huskie, Sikorsky H-19
- Avions de travail agricole : Air Tractor AT-301, Air Tractor AT-400, Ayres Thrush, CAC Ceres, Grumman Ag Cat (en)
- Monomoteurs commerciaux : Lockheed Vega, Northrop Alpha, Lockheed Model 8 Sirius, Lockheed Model 9 Orion, Boeing Model 40A (biplan)
- Bimoteurs commerciaux : Lockheed Model 10-C & 10-E Electra, Boeing 247
- Trimoteurs commerciaux : Bach Air Yacht, Fokker F.10, Ford Trimotor, Junkers Ju 52
- Quadrimoteurs commerciaux : Fokker F.32
- Chasseurs biplans monomoteurs : Boeing F3B, Boeing P-26, Boeing F4B, Curtiss F7C Seahawk, Curtiss P-6S Hawk, Thomas-Morse XP-13A Viper (en)
- Chasseurs monoplans monomoteurs : Boeing P-29, CAC Wirraway
- Avions monomoteurs de reconnaissance : Curtiss Falcon, Curtiss O-52, Loening OL-8
- Hydravions à flotteur de reconnaissance : Curtiss SOC Seagull, Vought O2U Corsair
- Avions utilitaires monomoteurs : de Havilland Canada DHC-3 Otter, Junkers W 34, Noorduyn Norseman
- Avions utilitaires bimoteurs : Scottish Aviation Twin Pioneer (en)
- Hydravions à coque : Douglas Dolphin, Sikorsky S-38, Grumman Mallard (en)
- Avions de course, de record : Gee Bee R-1, Gee Bee R-2 Super Sportster, Gee Bee R 1/2 Super Sportster, Gee Bee Z (en), Gee Bee QED (en), Wedell-Williams Model 45 (en)Howard DGA-6 (en).
- Avions d'entraînement : North American T-6 Texan
- Prototypes d'avions de transport : Lockheed XC-35

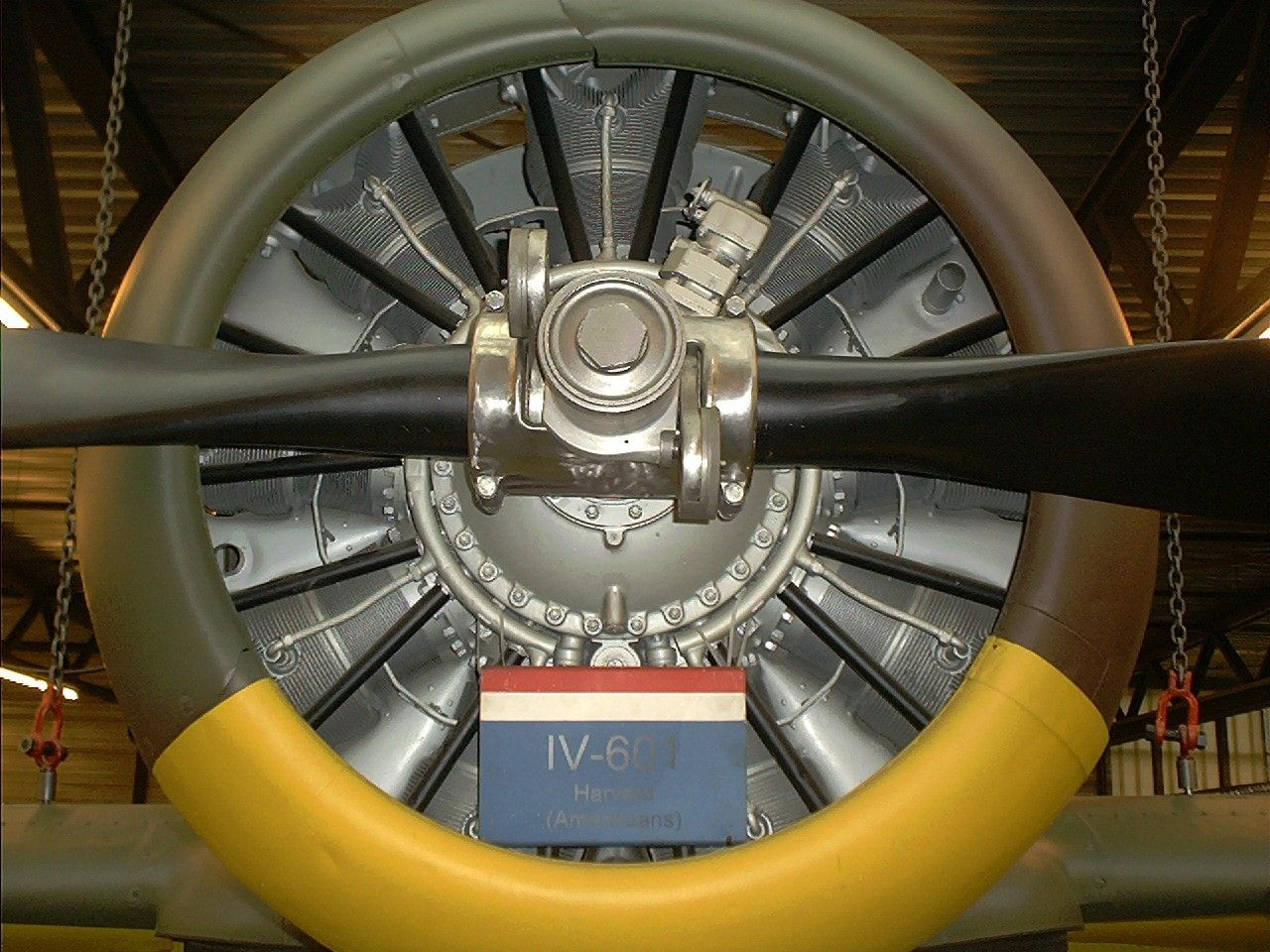
Pratt & Whitney R-1340 installé dans un T-6 Texan.

- Dirigeables : Classe K